# Dalea arenicola
Dalea arenicola là một loài thực vật có hoa trong họ Đậu. Loài này được (Wemple) B.L. Turner mô tả khoa học đầu tiên năm 2003.